# Moisei Lemster
Moisei Lemster (în idiș משה לעמסטער‎, transliterat Moishe Lemster, în rusă Моисей Лемстер; n. 5 decembrie 1946, Stolniceni, raionul Edineț, Republica Moldova) este un evreu moldovean, poet, critic literar și bibliograf israelian de limba idiș. Membru al Consiliului Uniunii israeliene a scriitorilor și jurnaliștilor idiș.

## Biografie
S-a născut în satul Stolniceni din raionul Edineț, RSS Moldovenească, în anul 1946. La vârsta de trei ani, a rămas fără tată, împreună cu mama sa Osna Lemster (1915-1993) s-a mutat la Costești, apoi, câțiva ani mai târziu, la Edineț, unde a crescut și studiat la o școală rusă (1953-1963).
A absolvit Facultatea de Fizică și Matematică a Institutului Pedagogic din Tiraspol (1968), a predat fizică și matematică la școala medie din satul Șofrîncani (raionul Edineț), apoi la Edineț, iar din 1981 la Chișinău, unde a lucrat ca inginer pentru organizarea științifică a muncii la o uzină, ulterior, a fost șef de departament la un institut de proiectare, iar mai târziu a început studii literare. A studiat în grupul evreiesc al cursurilor literare superioare de la Institutul literar „Gorki” (1989-1991) din Moscova. A început să publice în 1982 în revista moscovită Sovetish heymland („Patria sovietică”), fiind încurajat de mentorul său de la Chișinău, Ihil Șraibman. L-a destrămarea URSS a emigrat în Israel.
În 1999 a susținut teza pentru diploma de doctor în filologie (doctor habilitat) pe analiza poeziilor lui Eliezer Steinbarg. O versiune extinsă a rezumatului autorului acestei disertații în același an a fost publicată sub forma monografiei „Fabulistul și înțeleptul evreu Eliezer Steinbarg”, ulterior, tradusă de autor în limba română în anul 2015. Împreună cu Rudolf Olshevsky⁠(ru)[traduceți], a fost compilatorul almanahului anual „Ramura Ierusalimului”. A pregătit traduceri interliniare pentru cartea realizată de Olshevsky pe baza poeziei evreiești basarabene „Umbre zburătoare” (2000).
Lemster a fost editorul și prezentatorul programului de televiziune în limbile idiș și rusă „Pe strada evreiască”. A predat limba și literatura ebraică la catedra filologică a Universității de Stat din Moldova; a fost, de asemenea, angajat al direcției evreiești a Academiei de Științe a Moldovei. A publicat o lucrare despre reflectarea temei pogromului de la Chișinău din 1903 în operele scriitorilor evrei. A fost editor al proiectului pentru indexicalizarea arhivei digitalizate a periodicelor evreiești (idiș) dinainte de război, participant la expediții dialectologice din R. Moldova și Ucraina.
Începând cu martie 2000, a fost un angajat al Universității Ebraice din Ierusalim, unde s-a angajat în lucrări bibliografice. În 2006 a devenit șeful editurii „H. Leivik-Farlag” din Tel Aviv. Traducerea memoriilor lui Osip Dymov din idiș, realizată de Lemster, a fost inclusă în memoriile în două volume, publicată în limba rusă la Universitatea Ebraică în 2011.
Poeziile lui Lemster au fost publicate în diferite periodice idiș contemporane, inclusiv almanahul Naye Waygn („Căi noi”, Tel Aviv), Forverts („Înainte”, New York) și Unzar Kol („Vocea noastră”, Chișinău). În 1996, a fost publicată colecția de poezii de Lemster A Yidisher Reign („Ploaia evreiască”), tradusă ulterior în rusă de Rudolf Olshevsky (1997). A doua colecție Amol Brayshes („A fost odată la început”) a fost lansată în 2008. O colecție de poezii de autor, a fost tradusă și publicată în română de Boris Druță, în anul 2015. Melodii bazate pe poeziile lui Lemster au fost scrise de compozitori chișinăuieni ca Zlata Tcaci, Oleg Milstein, Vladimir Bitkin, Oleg Negruță, etc. 
Este un câștigător al premiilor literare israeliene „Schwarzman” (2004), „Rubinlicht”, „Segal”, „Groper” (2007) și „Fichman⁠(ru)[traduceți]” (2007).